# Вайнштейн, Александр Львович
Александр Львович Вайнштейн (род. 1 сентября 1953, Москва) — советский и российский продюсер, журналист, телеведущий, медиаменеджер. Основатель теннисного турнира «Кубок Кремля».

## Биография
Сын крупного советского инженера Льва Вайнштейна.
В 1976 году окончил Московский институт радиотехники, электроники и автоматики.
С 1976 по 1986 год — инженер Московского электролампового завода («МЭЛЗ»).
С 1986 по 1989 год — директор ДК «МЭЛЗ». В 1988 году организовывал в ДК МЭЛЗ премьеру фильма Сергея Соловьева «АССА».
Долгое время являлся внештатным корреспондентом газеты «Советский спорт», обозревателем еженедельника «Футбол – Хоккей».
В 1989—1991 годах — коммерческий директор и автор еженедельника «Московские новости».
С 1990 по 1995 год — генеральный директор теннисного турнира «Кубок Кремля».
С 1995 года — президент и основной владелец ЗАО Информационно-издательская компания «Московские новости». В сентябре 2003 года продал издание структурам ЮКОСа.
C 1996 по ноябрь 1998 года — член Исполкома Российского футбольного союза (РФС).
С 1997 по 1998 год — автор, ведущий и продюсер еженедельной публицистической программы «Век футбола» на телеканале НТВ. В данном качестве стал обладателем премии «ТЭФИ» за лучшую спортивную программу.
С 1998 по 1999 год — автор и ведущий программы «Футбол в диалогах» на телеканале «ТВ Центр».
С 1998 года — генеральный директор Академии свободной прессы.
С марта 2000 по 2001 год — автор и ведущий программы «Футбол + ТВ» на канале РТР.
Генеральный директор «IMG Media» в России и СНГ. Генеральный директор НП «Российский футбольный форум».
В 2010 году недолгое время был ведущим социально-политического ток-шоу «Свобода мысли» в паре с Ксенией Собчак на «Пятом канале».
Продюсер первого в России мюзикла «Метро», а также успешных театральных проектов Notre-Dame de Paris и «Ромео и Джульетта».

## Награды
Лауреат Премии Совета Министров СССР в области науки и техники (1982 год) за работу: «Разработка и внедрение в массовое производство технологии вторичного использования основных элементов электронной техники».

## Фильмография
роли в кино
- 1999 — Хорошие и плохие

Сценарист, соавтор идеи
- 2005 — Garpastum[31][32]

Продюсер
- 2005 — Garpastum
- 2022 — Дело Бейлиса